# Aritz Aduriz
Aritz Aduriz Zubeldia (San Sebastián, 11 febbraio 1981) è un ex calciatore spagnolo, di ruolo attaccante.
Ha legato la maggior parte della sua carriera all'Athletic Bilbao, del quale è primatista di reti (34) nelle competizioni UEFA per club.

## Caratteristiche tecniche
Centravanti, forte fisicamente e dotato di un ottimo colpo di testa, si è contraddistinto per la buona tecnica e uno spiccato senso del gol.

## Carriera

### Club

#### Inizi e Athletic
Dopo aver mosso i primi passi nell'Antiguoko, esordisce nel 1999 con l'Aurrerá Vitoria. Nel 2000 viene acquistato dall'Athletic Bilbao, che lo manda a giocare nel Bilbao Athletic. Con la squadra riserve disputa tre stagioni, venendo promosso in prima squadra l'anno successivo.

#### Burgos, Real Valladolid e ritorno all'Athletic
Nella stagione 2003-2004 passa al Burgos, nel quale colleziona 36 presenze e 16 gol. Nel 2004 firma un contratto con il Real Valladolid, dove gioca per una stagione e mezza, mettendo a segno 20 reti in 46 presenze. Nel gennaio 2006 fa ritorno all'Athletic Bilbao, restandovi fino al 2008. Nella seconda esperienza in biancorossa gioca con continuità e realizza 22 reti in due anni e mezzo.

#### Maiorca e Valencia
Nell'estate 2008 viene acquistato dal Maiorca, con cui disputa due stagioni impreziosite da 23 reti. Il 14 luglio 2010 si trasferisce al Valencia; con la squadra valenciana gioca per due anni, realizzando 17 gol.

#### Nuovo ritorno all'Athletic

##### 2012-2016
Il 27 giugno 2012 fa ritorno per la terza volta all'Athletic Bilbao. Nella stagione 2013-2014 realizza una tripletta contro il Granada, la seconda in assoluto con la maglia biancorossa (la prima risaliva al precedente periodo trascorso con l'Athletic). Il 27 agosto 2014 mette a segno una doppietta contro il Napoli nei play-off di Champions League, contribuendo alla qualificazione dell'Athletic alla fase a gironi della massima competizione europea dopo 16 anni d'assenza. Al termine della stagione 2014-2015 vince il suo primo trofeo individuale, il Trofeo Zarra, laureandosi con 18 gol miglior marcatore spagnolo della Liga.
Il 14 agosto 2015, nella partita d'andata della Supercoppa di Spagna, mette a segno una tripletta contro il Barcellona (4-0). Il 17 agosto nella gara di ritorno al Camp Nou firma il gol del definitivo 1-1, che permette ai biancorossi di vincere il trofeo. Al termine della stagione vince il suo secondo Trofeo Zarra.

##### 2016-2020

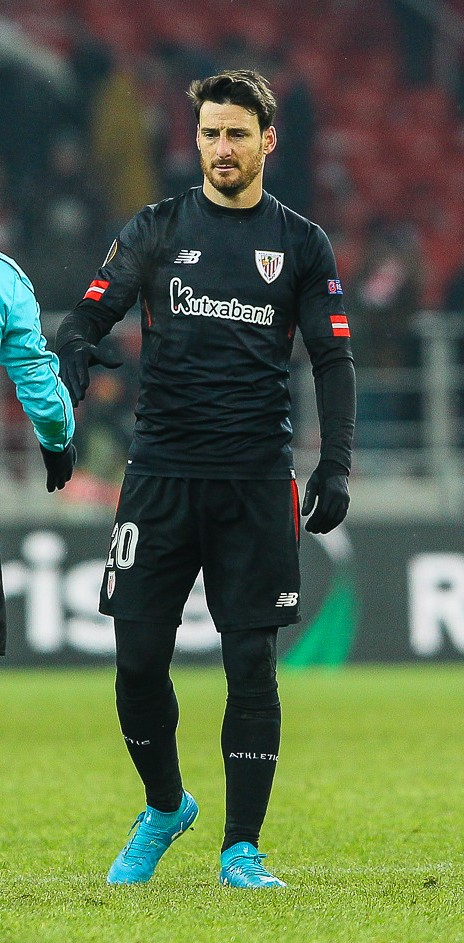
Aduriz con l'Athletic in una gara di Europa League nel 2018

Il 3 novembre 2016 realizza cinque gol, di cui tre su rigore, nella gara di Europa League vinta per 5-3 contro il Genk, facendo segnare numerosi record: Aduriz diventa il primo giocatore a realizzare 5 goal in Coppa UEFA/Europa League dopo Fabrizio Ravanelli in Juventus-CSKA Sofia del 27 settembre 1994; diventa inoltre il primo a segnare cinque gol con la maglia dell'Athletic dopo Fidel Uriarte contro il Betis nel 1967, e il primo spagnolo a realizzare cinque gol in una partita europea dopo José Antonio Zaldúa in un Barcellona-Utrecht di Coppa delle Fiere nel 1965. Aduriz risulta anche il giocatore più anziano a realizzare cinque gol in una partita europea, superando il record del russo Eduard Markarov, che ci era riuscito a 33 anni.
Il 21 dicembre 2016 rinnova il suo contratto con i baschi fino al giugno 2018. Alla fine della stagione 2018-2019, conclusa con 20 presenze e 2 goal, rinnova il contratto per un altro anno, annunciando qualche settimana dopo l'intenzione di ritirarsi al termine della stagione 2019-2020, all'età di 39 anni. Il 16 agosto 2019 segna in acrobazia contro il Barcellona la rete della vittoria nella partita di apertura della stagione 2019-2020.
Il 20 maggio 2020 annuncia il ritiro dal calcio giocato a causa di problemi fisici.

### Nazionale
Ha esordito con la nazionale spagnola l'8 ottobre 2010 a Salamanca, in una gara contro la Lituania valida per le qualificazioni all'Europeo 2012. Il 18 marzo 2016, all'età di 35 anni e a distanza di poco più di cinque anni e mezzo dall'ultima volta, fa ritorno in nazionale, venendo convocato dal CT del Bosque per le partite amichevoli di preparazione all'Europeo 2016 contro Italia e Romania. Il 24 marzo segna contro l'Italia il suo primo gol con le Furie Rosse, fissando il risultato sull'1-1, mentre a maggio viene convocato per la fase finale dell'Europeo in Francia, manifestazione in cui scende in campo in tre occasioni.
Oltre che per la nazionale spagnola, Aduriz ha giocato anche per la selezione dei Paesi Baschi, della quale è il miglior marcatore di tutti i tempi con 12 gol.

## Statistiche
Tra club e nazionale maggiore, Aduriz ha totalizzato globalmente 792 presenze segnando 286 reti, alla media di 0,36 gol a partita.

### Presenze e reti nei club
| Stagione               | Squadra                | Campionato             | Campionato | Campionato | Coppe nazionali | Coppe nazionali | Coppe nazionali | Coppe continentali | Coppe continentali | Coppe continentali | Altre coppe | Altre coppe | Altre coppe | Totale | Totale |
| Stagione               | Squadra                | Comp                   | Pres       | Reti       | Comp            | Pres            | Reti            | Comp               | Pres               | Reti               | Comp        | Pres        | Reti        | Pres   | Reti   |
| ---------------------- | ---------------------- | ---------------------- | ---------- | ---------- | --------------- | --------------- | --------------- | ------------------ | ------------------ | ------------------ | ----------- | ----------- | ----------- | ------ | ------ |
| 1999-2000              | Aurrerá                | SDB                    | 25         | 8          | -               | -               | -               | -                  | -                  | -                  | -           | -           | -           | 25     | 8      |
| 2000-2001              | Bilbao Athletic        | SDB                    | 33         | 7          | -               | -               | -               | -                  | -                  | -                  | -           | -           | -           | 33     | 7      |
| 2001-2002              | Bilbao Athletic        | SDB                    | 35         | 8          | -               | -               | -               | -                  | -                  | -                  | -           | -           | -           | 35     | 8      |
| 2002-2003              | Bilbao Athletic        | SDB                    | 22+6       | 4+1        | -               | -               | -               | -                  | -                  | -                  | -           | -           | -           | 28     | 5      |
| Totale Bilbao Athletic | Totale Bilbao Athletic | Totale Bilbao Athletic | 90+6       | 19+1       |                 | -               | -               |                    | -                  | -                  |             | -           | -           | 96     | 20     |
| 2002-2003              | Athletic Bilbao        | PD                     | 3          | 0          | CR              | 1               | 0               | -                  | -                  | -                  | -           | -           | -           | 4      | 0      |
| 2003-2004              | Burgos                 | SDB                    | 36         | 16         | CR              | 2               | 0               | -                  | -                  | -                  | -           | -           | -           | 38     | 16     |
| 2004-2005              | Real Valladolid        | SD                     | 32         | 14         | CR              | 6               | 2               | -                  | -                  | -                  | -           | -           | -           | 38     | 16     |
| 2005-2006              | Real Valladolid        | SD                     | 14         | 6          | CR              | 0               | 0               | -                  | -                  | -                  | -           | -           | -           | 14     | 6      |
| Totale Real Valladolid | Totale Real Valladolid | Totale Real Valladolid | 46         | 20         |                 | 6               | 2               |                    | -                  | -                  |             | -           | -           | 52     | 22     |
| 2005-2006              | Athletic Bilbao        | PD                     | 15         | 6          | CR              | 2               | 0               | -                  | -                  | -                  | -           | -           | -           | 17     | 6      |
| 2006-2007              | Athletic Bilbao        | PD                     | 34         | 9          | CR              | 1               | 0               | -                  | -                  | -                  | -           | -           | -           | 35     | 9      |
| 2007-2008              | Athletic Bilbao        | PD                     | 33         | 7          | CR              | 5               | 1               | -                  | -                  | -                  | -           | -           | -           | 38     | 8      |
| 2008-2009              | Mallorca               | PD                     | 35         | 11         | CR              | 5               | 0               | -                  | -                  | -                  | -           | -           | -           | 40     | 11     |
| 2009-2010              | Mallorca               | PD                     | 34         | 12         | CR              | 4               | 1               | -                  | -                  | -                  | -           | -           | -           | 38     | 13     |
| Totale Mallorca        | Totale Mallorca        | Totale Mallorca        | 69         | 23         |                 | 9               | 1               |                    | -                  | -                  |             | -           | -           | 78     | 24     |
| 2010-2011              | Valencia               | PD                     | 29         | 10         | CR              | 2               | 2               | UCL                | 8                  | 2                  | -           | -           | -           | 39     | 14     |
| 2011-2012              | Valencia               | PD                     | 29         | 7          | CR              | 6               | 1               | UCL+UEL            | 4+6                | 1+0                | -           | -           | -           | 45     | 9      |
| Totale Valencia        | Totale Valencia        | Totale Valencia        | 58         | 17         |                 | 8               | 3               |                    | 18                 | 3                  |             | -           | -           | 84     | 23     |
| 2012-2013              | Athletic Bilbao        | PD                     | 36         | 14         | CR              | 2               | 1               | UEL                | 6                  | 3                  | -           | -           | -           | 44     | 18     |
| 2013-2014              | Athletic Bilbao        | PD                     | 31         | 16         | CR              | 5               | 2               | -                  | -                  | -                  | -           | -           | -           | 36     | 18     |
| 2014-2015              | Athletic Bilbao        | PD                     | 31         | 18         | CR              | 9               | 5               | UCL+UEL            | 7+1                | 3+0                | -           | -           | -           | 48     | 26     |
| 2015-2016              | Athletic Bilbao        | PD                     | 34         | 20         | CR              | 5               | 2               | UEL                | 14                 | 10                 | SS          | 2           | 4           | 55     | 36     |
| 2016-2017              | Athletic Bilbao        | PD                     | 32         | 16         | CR              | 4               | 1               | UEL                | 6                  | 7                  | -           | -           | -           | 42     | 24     |
| 2017-2018              | Athletic Bilbao        | PD                     | 33         | 9          | CR              | 1               | 0               | UEL                | 14                 | 11                 | -           | -           | -           | 48     | 20     |
| 2018-2019              | Athletic Bilbao        | PD                     | 20         | 2          | CR              | 3               | 4               | -                  | -                  | -                  | -           | -           | -           | 23     | 6      |
| 2019-2020              | Athletic Bilbao        | PD                     | 14         | 1          | CR              | 3               | 0               | -                  | -                  | -                  | -           | -           | -           | 17     | 1      |
| Totale Athletic Bilbao | Totale Athletic Bilbao | Totale Athletic Bilbao | 316        | 118        |                 | 41              | 16              |                    | 48                 | 34                 |             | 2           | 4           | 407    | 172    |
| Totale carriera        | Totale carriera        | Totale carriera        | 640+6      | 221+1      |                 | 66              | 22              |                    | 66                 | 37                 |             | 2           | 4           | 780    | 285    |

### Cronologia presenze e reti in nazionale
| Cronologia completa delle presenze e delle reti in nazionale ― Spagna | Cronologia completa delle presenze e delle reti in nazionale ― Spagna | Cronologia completa delle presenze e delle reti in nazionale ― Spagna | Cronologia completa delle presenze e delle reti in nazionale ― Spagna | Cronologia completa delle presenze e delle reti in nazionale ― Spagna | Cronologia completa delle presenze e delle reti in nazionale ― Spagna | Cronologia completa delle presenze e delle reti in nazionale ― Spagna | Cronologia completa delle presenze e delle reti in nazionale ― Spagna |
| Data                                                                  | Città                                                                 | In casa                                                               | Risultato                                                             | Ospiti                                                                | Competizione                                                          | Reti                                                                  | Note                                                                  |
| --------------------------------------------------------------------- | --------------------------------------------------------------------- | --------------------------------------------------------------------- | --------------------------------------------------------------------- | --------------------------------------------------------------------- | --------------------------------------------------------------------- | --------------------------------------------------------------------- | --------------------------------------------------------------------- |
| 8-10-2010                                                             | Salamanca                                                             | Spagna                                                                | 3 – 1                                                                 | Lituania                                                              | Qual. Euro 2012                                                       | -                                                                     | 77’                                                                   |
| 24-3-2016                                                             | Udine                                                                 | Italia                                                                | 1 – 1                                                                 | Spagna                                                                | Amichevole                                                            | 1                                                                     | 70’                                                                   |
| 27-3-2016                                                             | Cluj-Napoca                                                           | Romania                                                               | 0 – 0                                                                 | Spagna                                                                | Amichevole                                                            | -                                                                     | 59’                                                                   |
| 29-5-2016                                                             | San Gallo                                                             | Spagna                                                                | 3 – 1                                                                 | Bosnia ed Erzegovina                                                  | Amichevole                                                            | -                                                                     | 46’                                                                   |
| 1-6-2016                                                              | Salisburgo                                                            | Spagna                                                                | 6 – 1                                                                 | Corea del Sud                                                         | Amichevole                                                            | -                                                                     | 59’                                                                   |
| 7-6-2016                                                              | Madrid                                                                | Spagna                                                                | 0 – 1                                                                 | Georgia                                                               | Amichevole                                                            | -                                                                     |                                                                       |
| 13-6-2016                                                             | Tolosa                                                                | Spagna                                                                | 1 – 0                                                                 | Rep. Ceca                                                             | Euro 2016 - 1º turno                                                  | -                                                                     | 62’                                                                   |
| 21-6-2016                                                             | Bordeaux                                                              | Croazia                                                               | 2 – 1                                                                 | Spagna                                                                | Euro 2016 - 1º turno                                                  | -                                                                     | 67’                                                                   |
| 27-6-2016                                                             | Saint-Denis                                                           | Italia                                                                | 2 – 0                                                                 | Spagna                                                                | Euro 2016 - Ottavi di finale                                          | -                                                                     | 46’ 81’                                                               |
| 12-11-2016                                                            | Granada                                                               | Spagna                                                                | 4 – 0                                                                 | Macedonia                                                             | Qual. Mondiali 2018                                                   | 1                                                                     | 60’                                                                   |
| 15-11-2016                                                            | Londra                                                                | Inghilterra                                                           | 2 – 2                                                                 | Spagna                                                                | Amichevole                                                            | -                                                                     | 64’                                                                   |
| 6-10-2017                                                             | Alicante                                                              | Spagna                                                                | 3 – 0                                                                 | Albania                                                               | Qual. Mondiali 2018                                                   | -                                                                     | 82’                                                                   |
| 9-10-2017                                                             | Gerusalemme                                                           | Israele                                                               | 0 – 1                                                                 | Spagna                                                                | Qual. Mondiali 2018                                                   | -                                                                     | 66’                                                                   |
| Totale                                                                |                                                                       | Presenze                                                              | 13                                                                    |                                                                       | Reti                                                                  | 2                                                                     |                                                                       |

## Palmarès

### Club
- Supercoppa di Spagna: 1

Athletic Bilbao: 2015

### Individuale
- Trofeo Zarra: 2

2014-2015, 2015-2016
- Capocannoniere della UEFA Europa League: 2 (record condiviso con Jupp Heynckes, Darko Kovačević e Radamel Falcao)

2015-2016 (10 gol), 2017-2018 (8 gol, a pari merito con Ciro Immobile)
- Squadra della stagione della UEFA Europa League: 1

2015-2016